# Sosna wiotka

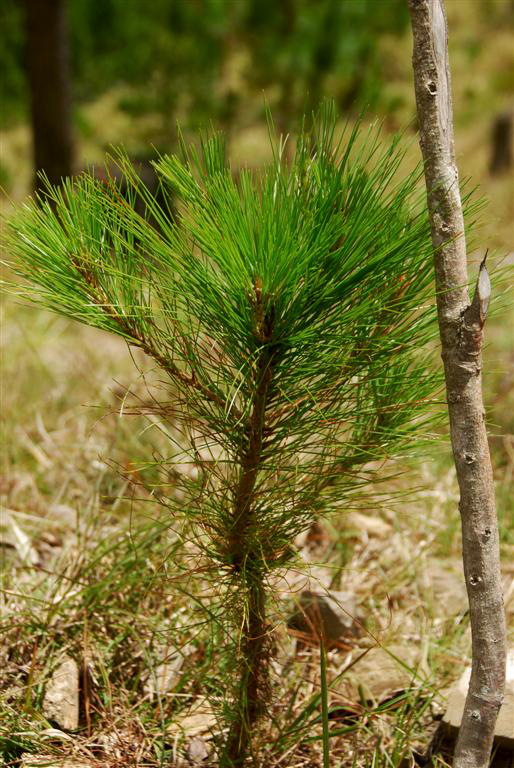
Siewka, Luzon.

Sosna wiotka (Pinus kesiya Royle ex Gordon) – gatunek drzewa iglastego z rodziny sosnowatych (Pinaceae). Sosna wiotka występuje w Chinach (Tybet, Junnan), Indiach (Meghalaya), Mjanmie, Filipinach, Laos i Wietnamie (Lai Châu, Lạng Sơn, Cao Bằng, Quảng Ninh).
Jest to jeden z najbardziej rozpowszechnionych w Azji gatunków sosen. Główne populacje znajdują się w Indiach i Mjanmie. Populacje wietnamskie i filipińskie są dosyć odizolowane. Na Filipinach sosna wiotka jest gatunkiem dominującym w ekoregionie tropikalnych lasów sosnowych Luzon.

## Morfologia
PokrójDrzewo z wiekiem o parasolowatej koronie.
PieńPojedynczy, osiąga wysokość 35 m i średnicę do 1 m. Kora dorosłych drzew gruba, głęboko bruzdowana, łuszczy się płatami.
LiścieRównowąskie igły wyrastają po 3 na krótkopędach. Igły wiotkie, o długości 10–25 cm (inne źródła podają 15–20 cm lub 10–22 cm), szerokości 0,5–1 mm, brzegiem drobnoząbkowane. Pochewka liściowa o długości 1,2 cm.
SzyszkiSzyszki żeńskie małe, owalne, pojedyncze lub w parach, zwisające lub wygięte w dół, o długości 5–10 cm (5–9 cm) i szerokości 4–5 cm. Apofyza łusek nasiennych z lekko wypukłą piramidką czasami  zakończoną krótkim kolcem. Nasiona małe, brązowe, opatrzone krótkim skrzydełkiem o długości 1,5–2,5 cm.

## Biologia i ekologia
Siewki wykształcają 6-9 liścieni. Igły trójkątne w przekroju poprzecznym. Dwie wiązki przewodzące w liściu, 3–6 przewodów żywicznych (brzegowe). 
Pochewki liściowe trwałe. Szyszki pozostają na drzewie przez wiele lat po uwolnieniu nasion. W jednym kilogramie nasion (pochodzących z południa zasięgu) znajduje się 70 –80 tys. nasion.
Rośnie na wysokościach (800)1300–2300 m n.p.m. w klimacie subtropikalnym, z wyraźnym rozróżnieniem pory suchej i deszczowej, o wilgotności co najmniej 70%. Zazwyczaj tworzy lasy czystogatunkowe, czasem mieszane z gatunkami liściastymi. Towarzyszą jej m.in. Pinus merkusii i Keteleeria evelyniana. 
Drzewa są odporne na działanie ognia po osiągnięciu wieku 15 lat.

## Systematyka i zmienność
Synonimy: P. insularis Endl. 1847, P. khasya Hook. f., P. khasyanus, P. langbianensis A.Chev., P. szemaoensis.
Pozycja gatunku w obrębie rodzaju Pinus:
- podrodzaj Pinus
  - sekcja Pinus
    - podsekcja Pinus
      - gatunek P. kesiya

Sosna ta została opisana w "Gardener's Magasine" w 1840 r. przez botanika George'a Gordona, na podstawie okazu, który wyrósł z nasion dostarczonych przez brytyjskiego botanika Johna Forbesa Royle'a do arboretum Horticultural Society of London.
Gatunek jest blisko spokrewniony z P. yunnanensis, którą traktowano jako odmianę P. kesiya pod nazwą P. insularis var. yunnanens występującą tylko w Chinach.

## Zagrożenia
Międzynarodowa organizacja IUCN umieściła ten gatunek w Czerwonej księdze gatunków zagrożonych, przyznając mu kategorię zagrożenia LC (least concern, system oceny w wersji 2.3 i 3.1) jako gatunkowi najmniejszej troski, nie spełniającemu kryteriów gatunków zagrożonych.

## Zastosowanie
Na południu Afryki i w Ameryce Południowej sosna wiotka jest gatunkiem ważnym gospodarczo. Uprawiana jest na plantacjach z nastawieniem na produkcję drewna. 
Jasne i miękkie drewno tej sosny znajduje zastosowanie w budownictwie, do produkcji skrzyni, zapałek i pulpy drzewnej.